# مائة جنيه إسترليني (عملة بريطانية)
عملة مائة جنيه استرليني (100 جنيه استرليندي) هي تعريف ذكرى للعملة الإسترليني. أصدرت العملات البنائية للمرة الأولى من قبل النقود الملكية في عام 2015 وبيعها بسعر أسمي تمتلك عملات 100 جنيه استرليني وضع الدفع القانوني ولكن صممت كعناصر جمعية ونادراً ما تجدها في الدورة العامة. اعتبارا من 1نوفمبر كان محتوى الفضة في كل عملة (بكميات اللفاح) يساوي حوالي 46 جنيه استرليني.

## التصميم
قاموا بتلخيص التصميمات التي ظهرت على الوجه الخلفي للعملة المعدنية بقيمة 100 جنيه إسترليني في الجدول أدناه.
| سنة  | تصميم                 | مصمم          |
| ---- | --------------------- | ------------- |
| 2015 | برج إليزابيث (بيج بن) | ديفيز وكلانسي |
| 2015 | قصر باكنغهام          | ديفيز وكلانسي |
| 2016 | ميدان ترافالغار       | ديفيز وكلانسي |

### برج إليزابيث (بيج بن)
قاموا بالإعلان عن أول سك لعملة تذكارية جديدة بقيمة 100 جنيه إسترليني في 29 ديسمبر 2014. تحتوي العملات المعدنية على 62.86 جرامًا (2.021 أونصة طروادة؛ 2.217 أونصة) من الفضة النقية ويبلغ قطرها 40.00 ملم (1.575 بوصة). بلغ إجمالي القطع النقدية الأولى من هذه الفئة 50 ألف قطعة نقدية.
يتضمن إصدار عام 2015 صورة إيان رانك-برودلي للملكة إليزابيث الثانية على الوجه الأمامي وصورة برج إليزابيث والذي غالبًا ما يُطلق عليه اسم بيغ بن نسبةً إلى الجرس الذي يحتويه على الوجه الخلفي.

### قصر باكنغهام
في عام 2016 أعلنت دار سك العملة الملكية عن سك عملة ثالثة بقيمة 100 جنيه إسترليني تحمل صورة ميدان ترافالغار. كان الإصدار الجديد محدودًا بـ 45000 قطعة نقدية كل منها مصنوعة من الفضة النقية عيار 999 ويزن 62.86 غرام (2.021 أونصة) ويبلغ قطرها 40.00 مليمتر (1.575 بوصة).
يتضمن هذا الإصدار الثاني صورة لقصر باكنغهام بواسطة جلين ديفيز ولورا كلانسي على الوجه الخلفي بينما يوجد على الوجه الأمامي صورة للملكة إليزابيث الثانية بواسطة جودي كلارك مما يجعلها أول عملة ذات قيمة اسمية تتميز بهذه الصورة.

### ميدان ترافالغار
في أغسطس 2015 أعلنت النقود الملكية عن صناعة عملة ثانية بقيمة 100 جنيه استرليني. سيكون الإصدار الجديد كما هو الحال مع الإصدار السابق محدودًا إلى 50،000 عملة مصنوعة كل منها من 999 فضة نقدية وزنها 62.86 جرامًا (2.021 ) ولها قطر 40.00 مليمتر (1.575 إنش).

## حالة الدفع القانوني
أدى الإصدار المنتج منذ عام 2013 من عملات الفضة التذكرية بـ 20 جنيهًا و50 جنيهًًا و100 جنيهًة في القيمة الأسمية إلى محاولات إنفاق أو إيداع هذه العملات مما دفع النقود الملكية إلى توضيح وضع الدفع القانوني لهذه العملات.توصي إرشادات مصنع صك العملة الملكي بأن مع أن العملات قاموا بالموافقة عليها كدفع قانوني إلا أنها تعتبر مجموعة من الطبعات المحدودة غير المخصصة للدورة العامة وثم لا يلتزم المتجر والبنوك بقبولها.